# Parque Nacional Mapinguari
O Parque Nacional Mapinguari é um parque nacional brasileiro localizado entre os estados do Amazonas e Rondônia. Como muitos parques da região amazônica, sofre com situação fundiária não regularizada e desmatamento e mineração ilegais. Ainda assim, grande parte do parque ainda é coberta por vegetação nativa.